# خدابخش جدغال
خدابخش جدغال (بالفارسية: خدابخش جدگال) هي قرية تقع في البلدة المركزية في إيران. يقدر عدد سكانها بـ 0 نسمة بحسب إحصاء 2016.